# مسرشميت بي أف 108
كانت طائرة مسرشميت بي أف 108 الألمانية طائرة رياضية ذات محرك واحد، تم تطويرها بواسطة مسرشميت في الثلاثينيات. كانت بي أف 108 من المعدن بالكامل.

## التصميم والتطوير

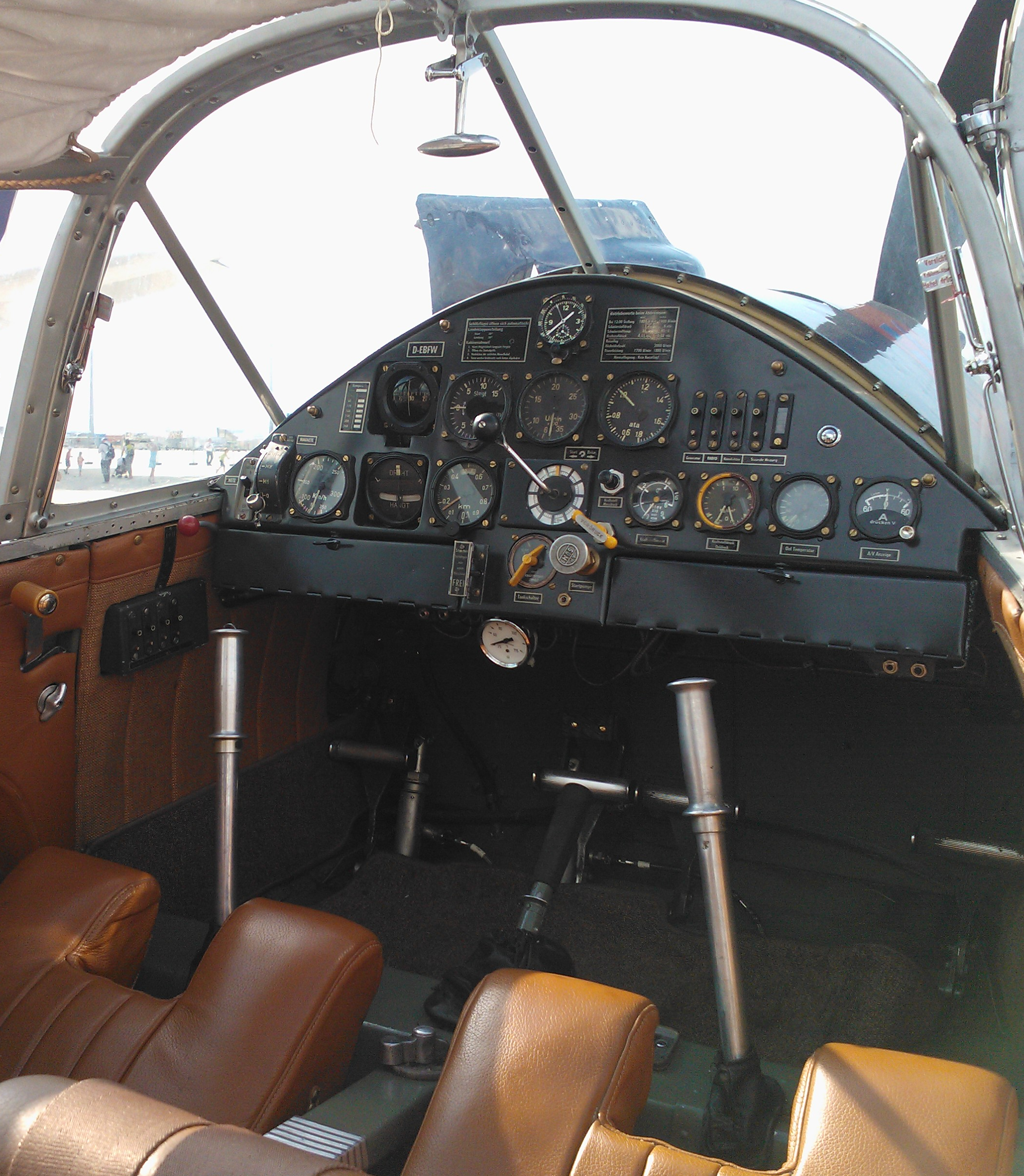
قمرة القيادة لطائرة مسرشميت بي أف 108 - 2013 (يوم الطيران في مطار فرانكفورت)

تم تصميم الطائرة في الأصل باسم M 37، وتم تصميمها كطائرة رياضية / ترفيهية بأربعة مقاعد للمنافسة في سباق التحدي الدولي الرابع (1934) .   نموذج M 37 طار لأول مرة في ربيع عام 1934، مدعوم من 250 PS (247 حصان ، 184 kW) محرك Hirth HM 8U سعة 8.0 لتر، محرك V8 مقلوب مُبرّد بالهواء، والذي دفع بمروحة ثلاثية الشفرات.
على الرغم من تفوقها في أدائها على العديد من الطائرات الأخرى المنافسة، إلا أن الأداء العام لطائرة أم 37 جعلها خيارًا شهيرًا لرحلات قياسية. ولا سيما من بين هذه السمات كان معدل استهلاك الوقود المنخفض وخصائص الإقلاع والهبوط الرائعة.

## التاريخ التشغيلي
بعد فترة وجيزة من بدء إنتاج أول طائرة تتدحرج من خط التجميع في أوغسبورغ.
تم اعتماد Bf 108 في خدمة لوفتفافه أثناء الحرب العالمية الثانية، حيث تم استخدامها بشكل أساسي كطائرة لنقل الأفراد والاتصال. الطائرة المشاركة في حادثة ميشيلن كانت هذه الطائرة.
تم نقل إنتاج Bf 108 إلى فرنسا المحتلة خلال الحرب العالمية الثانية واستمر الإنتاج بعد الحرب باسم Pingouin Nord 1000.